# Каюмов, Малик Каюмович
Мали́к (Абдумали́к) Каю́мович (Абдукаю́мович) Каю́мов (узб. Malik Qayumovich Qayumov; 22 апреля 1912, Ташкент — 29 апреля 2010, Москва) — советский режиссёр, оператор документального кино, актёр. Герой Социалистического Труда (1990). Кавалер двух орденов Ленина (1980, 1990), народный артист СССР (1967), лауреат Государственной премии СССР (1981).

## Биография

### Детство
Малик Каюмов родился в апреле — мае 1911 года (по официальным данным — 22 апреля 1912 года) (по другим источникам — в 1910) в Ташкенте (ныне в Узбекистане). По национальности узбек. Точная дата его рождения неизвестна: метрики ЗАГСа в то время отсутствовали. Всех своих 14 детей отец записывал на страницах Корана, который был утерян после его смерти.
Жил в Ташкенте неподалёку от нынешнего аэропорта. Отец Абдукаюм Каюмов был самым состоятельным человеком в Узбекистане, имел несколько кожевенных заводов, владел фруктовыми садами на 400 гектар земли. Из любви к лошадям построил ипподром, где организовывал скачки. После его смерти (когда отец умер, Малику было три года), на его счету в банке было обнаружено 10 миллионов золотых рублей.
Мать, Сабринисо-ая, была человеком образованным; хорошо говорила по-русски, читала по-арабски и знала Коран. В семье было четырнадцать детей, но многие из них умерли от голода, в результате осталось пятеро. Семья Каюмовых в основном кормилась от продажи тюбетеек, которые вышивала мать, а дети продавали на базаре.
С шести лет пошёл в махаллинскую школу, которую окончил в начале 1920-х годов. Его учителем был Тохири, которого позднее наградили орденом Ленина и представили к званию «Народный учитель Узбекистана». Из стен школы вышли многие знаменитости Узбекистана, в частности, академики Абид Садыков, Хамдам Усманов, Малик Набиев, а родной брат Малика Абдухамид стал позднее министром строительства и эксплуатации автомобильных дорог Узбекской ССР.

### Начало карьеры
Карьера Каюмова началась с восемнадцати лет, когда после окончания школы он был взят на первую узбекскую кинофабрику «Шарк Юлдузи» («Звезда Востока») (ныне «Узбекфильм») режиссёром Николаем Кладо, сыном историка и теоретика русского флота. В 1930 году впервые снялся в качестве актёра, сыграв роль комсомольца в фильме Н. Кладо «Американка из Багдада», позже снимался в некоторых других фильмах. Одновременно продолжал работать на кинофабрике ассистентом оператора. Его наставником был немец Фридрих Веригородский.
В 1930 году вместе с Н. Кладо переехал в Москву, в 1931 году поступил во ВГИК, учился на операторском отделении. Через два года, не получив диплома, вернулся в Ташкент, где был взят на работу в Ташкентскую студию кинохроники (ныне «Узкинохроника»), одновременно работал в «Союзкинохронике» (ныне Российская центральная киновидеостудия хроникально-документальных и учебных фильмов) собственным корреспондентом по Средней Азии (1932—1940).
В 1939 году кинолента Каюмова «Ташкентский текстильный комбинат» попала на Всемирную выставку в Нью-Йорке, где была удостоена Большой золотой медали. В 1939 году снял фильм о строительстве 270-километрового Большого Ферганского канала, который назывался «Могучий поток». С того времени к нему пришла известность, а его фильм признали в Узбекистане классикой кинорепортажа.

### Экспедиция в Самарканд
В июне 1941 года от Ташкентской студии кинохроники Каюмов был прикомандирован к экспедиции, которой было поручено провести работу по установлению документальной подлинности захоронения Тимура — вскрыть гробницы Тамерлана, его сына Шахруха и внука Улугбека в Самарканде. Каюмов был известный в республике кинооператор и едва ли не единственный в Ташкенте человек, который мог управлять камерой. В раскопках гробницы участвовал председатель правительственной комиссии востоковед А. А. Семёнов, М. М. Герасимов, прежде восстанавливавший по останкам костей облик царя Иоанна Грозного, учёный Т. Н. Кары-Ниязов, писатель С. Айни.
Каюмов верил в проклятие Тамерлана и в то, что если бы не началась эксгумация, то не было бы Великой Отечественной войны. Об этом он подробно рассказал, дав интервью в документальном фильме «Проклятие Тамерлана» (2003 год).

### Фронтовой оператор
С 1941 по 1945 год находился в составе фронтовых киногрупп, снимал бои на Калининском фронте, под Москвой, в районе города Ржева, а также при освобождении Белоруссии.
Парой Каюмову был Алексей Семин, который дважды его спасал, вынося раненым с поля боя. После первого ранения лечился в госпитале три месяца. Второе ранение было им получено в 1944 году в боях под Минском: три пули из автомата попали ему в ногу. Лечился в госпитале в Москве, в Лефортово. Избежал ампутации. В марте 1945 года был демобилизован инвалидом 2-й группы.

### В узбекистанском кинематографе
С 1946 года работал режиссёром-оператором, директором, художественным руководителем хроники Ташкентской киностудии («Узбекфильм»). С 1961 по 1976 год был директором, а затем художественным руководителем киностудии научно-популярных и документальных фильмов Узбекистана. Уже в начале 1950-х годов считался лучшим режиссёром документального кино в республике. Всего снял свыше 400 полнометражных и короткометражных кинолент.
Сразу после войны вышел его известный фильм, посвящённый строительству ГЭС в долине Сырдарьи «Огни Фархада», после него — кинокартина «Приезжайте к нам в Узбекистан». Последняя была удостоена Золотой медали на Международном кинофестивале в Венеции. По всему миру был показан документальный фильм режиссёра «Паранджа», который был удостоен одного из высших призов — «Золотой голубь» Международного кинофестиваля неигрового и анимационного кино в Лейпциге (ГДР, 1979).
В 1966—1968 годы снимал последствия землетрясения в Ташкенте. Документальный фильм «Ташкент, землетрясение», запечатлевший борьбу человека со стихией, а также большие стройки в Узбекской ССР, обошёл весь Советский Союз. Несколько лет снимал документальное кино о зарубежном Востоке, получившее также широкую известность. Наиболее известные среди этих работ: «Утро Индии», «Вьетнам — страна моя». Снял серию фильмов об Афганистане. Особую популярность принёс кинорежиссёру фильм «Кто стреляет в республику» 1984 года.
Из интервью с ним:

Сколько раз смерть играла со мной в прятки, а я сам не знаю, как и почему, обманывал её. Дважды во время съемок тонул. Был на грани смерти в авиационной и автомобильной катастрофах. На своем веку я много летал, много смотрел, снимал, встречался со многими людьми. Моими собеседниками были в разное время Шарль де Голль, Джавахарлал Неру, Индира Ганди, Шастри, Хо Ши Мин….

Трижды был членом жюри Международного кинофестиваля в Москве и дважды председателем жюри Всесоюзного кинофестиваля (1966, 1977). Был председателем республиканского клуба творческой молодежи «Ильхом».
В 1975—1986 и 1988—1996 годах был первым секретарем правления Союза кинематографистов Узбекской ССР
Член КПСС с 1960 года. Неоднократно избирался депутатом районных и Ташкентского городского Советов народных депутатов, членом бюро Ташкентского обкома КП Узбекистана. Депутат Верховного Совета Узбекской ССР 9-го (1975—1979) и 12-го созывов (1990—1994).
Малик Каюмов скончался в Москве на 100-м году жизни 29 апреля 2010 года, куда приехал для участия в параде Победы. Похоронен 30 апреля в Ташкенте с государственными почестями на кладбище Сагбан, рядом с братьями и близкими.

### Семья
Был женат. Имеет детей (проживают в Москве).

## Фильмография

### Режиссёр
- 1938 — Ташкентский текстильный комбинат
- 1940 — Могучий поток
- 1940 — На высокой земле
- 1940 — Великая сила
- 1941 — Цвети, земля
- 1946 — Советский Таджикистан
- 1946 — Город четырех ворот
- 1948 — География Узбекистана
- 1950 — Социалистический Узбекистан
- 1953 — На главном Туркменском канале
- 1955 — Гости из Индии
- 1956 — На древней земле каракалпаков
- 1956 — Утро Индии
- 1958 — Кинофестиваль мира и дружбы
- 1958 — Брюссель, 1958
- 1958 — Памятники мусульманской культуре
- 1958 — Пять рук человечества
- 1959 — Приезжайте к нам в Узбекистан
- 1959 — Искусство мастеров Узбекистана
- 1960 — Вьетнам — страна моя
- 1961 — Сорок лет и один день
- 1962 — От весны до весны
- 1964 — Золотая свадьба
- 1964 — Звёзды России
- 1965 — Тринадцать ласточек (совместно с Н. Атауллаевой)
- 1965 — Регистан
- 1968 — Ташкент, землетрясение
- 1969 — Дети Ташкента
- 1969 — Бухара
- 1969 — Самарканду 2500 лет
- 1970 — Самарканд всегда со мной (совместно с С. Благовым)
- 1973 — Золотая Бенгалия
- 1977 — Паранджа
- 1978 — Есть на Востоке добрый город
- 1979 — Афганистан. Революция продолжается
- 1982 — Сад поэзии
- 1984 — Кто стреляет в республику
- Огни Фархада
- Встречи с Таджихон
- Хива — город четырех ворот
- Один год и один день
- Земельная реформа
- Два дня в апреле. Репортаж о революции
- Афганистан. Жаркая зима
- Путешествие по Узбекистану
- Ташкент — город мирный
- Жизнь, отданная искусству
- Третий орден республики
- Дорога через Гиндукуш
- Памятники культуры Узбекистана
- Мусульмане Страны Советов
- Родной край
- Три секрета красоты
- Узбекский атлас

### Оператор
- 1938 — Ташкентский текстильный комбинат
- 1940 — Могучий поток
- 1940 — Великая сила
- 1940 — На высокой земле
- 1941 — Цвети, земля
- 1944 — Земля родная
- 1946 — Советский Таджикистан
- 1951 — Советский Узбекистан
- 1955 — Гости из Индии
- 1956 — Утро Индии
- 1958 — Брюссель, 1958
- 1958 — Кинофестиваль мира и дружбы
- 1960 — Вьетнам — страна моя
- 1970 — Самарканд всегда со мной

### Актёр
- 1930 — Американка из Багдада — комсомолец
- 1932 — Гайль-Москау — кочегар
- 1932 — Удивительный день
- 1933 — Колодец смерть — Рахимов, инженер
- 1934 — Оазис в песках (документальный)
- 1953 — Бай и батрак — друг Гафура
- 1957 — Случай в пустыне — эпизод
- 1986 — О том, чего не было — директор НИИ
- 2006 — Проклятие Тамерлана (документальный) — рассказчик

## Награды и звания
Почётные звания:
- Герой Социалистического Труда (05.12.1990)[9]
- Заслуженный деятель искусств Узбекской ССР (1950)[10]
- Народный артист Узбекской ССР (1965)
- Народный артист СССР (01.07.1967)[11]

Государственные премии:
- Государственная премия СССР (1981) — за документально-публицистические кино- и телефильмы «Земельная реформа», «Афганистан. Революция продолжается», «Два дня в апреле. Репортаж о революции», «Афганистан. Жаркая зима»[12]
- Государственная премия Узбекской ССР имени Хамзы (1964) — за фильм «От весны до весны»[13]

Ордена:
- Два ордена Ленина (23.07.1980, 05.12.1990)[9]
- Орден Красного Знамени (1944[14])
- Орден Отечественной войны 2-й степени (11.03.1985)
- Два ордена Трудового Красного Знамени (18.03.1959,[15] 22.06.1971)
- Орден Дружбы народов (17.08.1989) — за заслуги в укреплении культурных связей с Республикой Афганистан[16]
- Орден Красной Звезды (20.04.1943)
- Орден «Знак Почёта» (23.05.1940) — за фильм «Могучий поток»[17]
- Орден «Эл-юрт Хурмати» (Узбекистан, 1999)

Медали:
- Две медали «За трудовое отличие» (16.01.1950, 6.12.1951)[18]
- Медаль «Жасорат» (Узбекистан, 1995)

Другие награды, поощрения и общественное признание:
- Национальная премия «Ника» в номинации «Честь и достоинство» (1991)
- Более двадцати Почётных грамот Президиумов Верховных Советов РСФСР, Узбекской, Белорусской, Таджикской, Киргизской, Казахской, Туркменской, Эстонской ССР
- Большая золотая медаль Всемирной выставки в Нью-Йорке (1939, фильм «Ташкентский текстильный комбинат»)
- Золотая медаль на Международном кинофестивале в Венеции (фильм «Приезжайте к нам в Узбекистан»)
- Дипломы I степени на Международном кинофестивале стран Азии, Африки и Латинской Америки (фильмы «Памятники культуры Узбекистана», «Мусульмане Страны Советов»)
- Диплом I степени Всесоюзного кинофестиваля в Ленинграде (1964, фильмы «От весны до весны»)
- Приз «Золотой голубь» Международного кинофестиваля документального и анимационного кино в Лейпциге (ГДР) (1979, фильм «Паранджа»).
- Мало кто знает, Малик Каюмович,один из награжденных премией "Оскар" за фронтовую работу оператора. Эта награда выполненная из гипса, была присуждена 252 операторам,которые снимали хроники Второй Мировой Войны. Первый узбекский кинематографист с премией "Оскар".

## Сочинения
- «Жизнь моя — кинематограф». — Ташкент, 1982.